# All That You Can't Leave Behind
All That You Can't Leave Behind — десятий студійний альбом ірландського рок гурту U2, спродюсований Браяном Іно та Деніелом Лануа і випущений 30 жовтня 2000 року на Island Records та Interscope Records. Після експериментів гурту з альтернативним роком та танцювальною музикою у 1990-х роках та неоднозначного сприйняття їхнього альбому 1997 року Pop, U2 повернулися до звучання, більш схожого на їхні ранні записи. Гурт возз'єднався з Іно та Лануа, які разом продюсували три попередні альбоми U2. Спочатку альбом мав назву «U2000», яка була робочою назвою їхнього PopMart Tour.

## Список композицій
Автор слів Боно окрім відмічених, автор музики U2. 
| #     | Назва                                    | Автор слів | Тривалість |
| ----- | ---------------------------------------- | ---------- | ---------- |
| 1.    | «Beautiful Day»                          |            | 4:06       |
| 2.    | «Stuck in a Moment You Can't Get Out Of» | Боно, Едж  | 4:32       |
| 3.    | «Elevation»                              |            | 3:45       |
| 4.    | «Walk On»                                |            | 4:55       |
| 5.    | «Kite»                                   | Боно, Едж  | 4:23       |
| 6.    | «In a Little While»                      |            | 3:37       |
| 7.    | «Wild Honey»                             |            | 3:47       |
| 8.    | «Peace on Earth»                         |            | 4:46       |
| 9.    | «When I Look at the World»               | Боно, Едж  | 4:15       |
| 10.   | «New York»                               |            | 5:28       |
| 11.   | «Grace»                                  |            | 5:31       |
| 49:25 |                                          |            |            |

| UK, Australia and Japan bonus track | UK, Australia and Japan bonus track | UK, Australia and Japan bonus track | UK, Australia and Japan bonus track |
| #                                   | Назва                               | Автор слів                          | Тривалість                          |
| ----------------------------------- | ----------------------------------- | ----------------------------------- | ----------------------------------- |
| 12.                                 | «The Ground Beneath Her Feet»       | Salman Rushdie                      | 3:44                                |
| 53:09                               |                                     |                                     |                                     |

## Сертифікації та продажі
| Регіон | Сертифікація  | Продажі    |
| --- | ------------- | ---------- |
| Аргентина (CAPIF) | Платиновий    | 60 000^    |
| Австралія (ARIA) | 5× Платиновий | 350 000^   |
| Австрія (IFPI Austria) | Платиновий    | 50 000*    |
| Бельгія (BEA) | 2× Платиновий | 100 000*   |
| Бразилія (ABPD) | Платиновий    | 250 000*   |
| Канада (Music Canada) | 5× Платиновий | 500 000^   |
| Данія (IFPI Denmark) | 2× Платиновий | 100 000^   |
| Фінляндія (IFPI Finland) | Золотий       | 27,312     |
| Франція (SNEP) | Платиновий    | 550,000    |
| Німеччина (BVMI) | 3× Золотий    | 450 000^   |
| Угорщина (Mahasz) | Золотий       |            |
| Японія (RIAJ) | Платиновий    | 200 000^   |
| Мексика (AMPROFON) | Платиновий    | 150 000^   |
| Нідерланди (NVPI) | 2× Платиновий | 160 000^   |
| Нова Зеландія (RIANZ) | 3× Платиновий | 45 000^    |
| Норвегія (IFPI Norway) | Платиновий    | 50 000*    |
| Польща (ZPAV) | Золотий       | 50 000*    |
| Південна Африка (RISA) | 3× Платиновий | 150 000*   |
| Іспанія (PROMUSICAE) | 3× Платиновий | 300 000^   |
| Швеція (IFPI Sweden) | Платиновий    | 80 000^    |
| Швейцарія (IFPI Switzerland) | 2× Платиновий | 100 000^   |
| Велика Британія (BPI) | 4× Платиновий | 1 200 000  |
| США (RIAA) | 4× Платиновий | 4,400,000  |
| Підсумки |               |            |
| Європа (IFPI) | 4× Платиновий | 4 000 000* |
| Worldwide | —             | 12,000,000 |
| *продажі, що базуються лише на сертифікаціях · ^відвантаження, що базуються лише на сертифікаціях · продажі+прослуховування, що базуються лише на сертифікаціях |               |            |